# Aeroportul Qarn Alam
Aeroportul Qarn Alam (IATA: RNM, ICAO: OOGB) este un aeroport din Oman ce deservește zona Qarn Alam⁠(d).
Situat la o altitudine de 135 m, aeroportul dispune de o singură pistă.